# 鲁塞 (上阿尔卑斯省)
鲁塞（法語：Rousset，法語發音：[ʁusɛ]）是法国上阿尔卑斯省的一个市镇，属于加普区。

## 地理
鲁塞（44°27'59"N, 6°14'3"E）面积14.38 平方千米，位于法国普罗旺斯-阿尔卑斯-蓝色海岸大区上阿尔卑斯省，该省份为法国东南部内陆省份，北起萨瓦省，西北接伊泽尔省，西南接德龙省，南至上普罗旺斯阿尔卑斯省，东北部与意大利接壤。
与鲁塞接壤的市镇（或旧市镇、城区）包括：绍尔日、埃斯皮纳斯、滨湖勒索兹、于拜-塞尔蓬松。

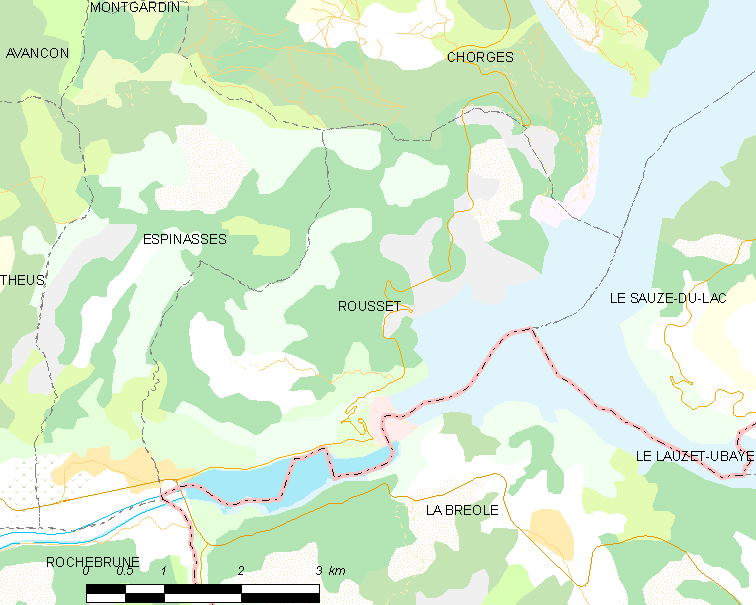
的OSM定位图

鲁塞的时区为UTC+01:00、UTC+02:00（夏令时）。

## 行政
鲁塞的邮政编码为05190，INSEE市镇编码为05127。

## 政治
鲁塞所属的省级选区为绍尔日县。

## 人口

1962-2008年间人口变化图示

鲁塞于2022年1月1日时的人口数量为168人。